# La Maison de poupées
Pour les articles homonymes, voir Maison de poupée (homonymie).
La Maison de poupées (あやつりの屋敷, Ayatsuri no Yashiki) est un recueil de shōjo mangas de Junji Itō, prépubliés dans les magazines Histoires à dormir debout, Nemuki et Monthly Halloween entre mai 1988 et mars 1994 puis publié par Asahi Sonorama en un volume relié sorti en juillet 1998. La version française a été éditée par Tonkam dans la collection « Frissons » en un tome sorti en octobre 2010.
Ce recueil fait partie de la « Itoh Junji Kyofu Manga Collection (伊藤潤二恐怖マンガＣｏｌｌｅｃｔｉｏｎ) », publié sous le no 10 au Japon et no 9 en France.

## Sommaire
Ice cream bus (アイスクリームバス, Aisukurīmu busu)
La Maison des camarades (仲間の家, Nakama no Ie)
Tabagie (煙草会, Tobacco Kai)
Le Vieux disque (中古レコード, Chūko Rekōdo)
La Chambre du sommeil (睡魔の部屋, Suima no Heya)
L'Homme aux cadeaux (贈る人, Okuru Hito)
La Maison de poupées (あやつり屋敷, Ayatsuri Yashiki)

## Publication
| no | Japonais         | Japonais       | Français        | Français          |
| no | Date de sortie   | ISBN           | Date de sortie  | ISBN              |
| -- | ---------------- | -------------- | --------------- | ----------------- |
| 1  | 1er juillet 1988 | 978-4257903222 | 13 octobre 2010 | 978-2-7595-0096-3 |

### Première parution
1. ↑  Histoires à dormir debout, volume 13, 1993.
2. ↑  Nemuki, volume 20, 1993.
3. ↑  Histoires à dormir debout, volume 2, 1991.
4. ↑  Monthly Halloween, décembre 1990.
5. ↑  Monthly Halloween, mai 1988.
6. ↑  Monthly Halloween, janvier 1991.
7. ↑  Halloween Night 2, mars 1994.

### Édition japonaise
Asahi Sonorama
1. 1 2  (ja) « Tome 1 », sur amazon.co.jp.

### Édition française
Tonkam
1. 1 2  (fr) « Tome 1 »(Archive.org • Wikiwix • Archive.is • Google • Que faire ?).